# Superhumanos (serie de televisión)
Superhumanos es una serie de televisión estadounidense de tipo documental creada y producida por Stan Lee. Se estrenó el 5 de agosto de 2010 en la cadena History Channel.

## Argumento
Conducido por el creador de superhéroes de cómics Stan Lee, el programa tiene como protagonista al contorsionista Daniel Browning Smith, el hombre más flexible del mundo, quien va en busca, por el mundo, de "superhombres en la vida real", esto es, personas con extraordinarias habilidades físicas o mentales.

## Temporadas
| Temporadas | Temporadas        | Episodios | Fecha de lanzamiento  | Fecha de finalización    |
| ---------- | ----------------- | --------- | --------------------- | ------------------------ |
|            | Primera temporada | 8         | 5 de agosto de 2010   | 30 de septiembre de 2010 |
|            | Segunda temporada | 2         | 27 de octubre de 2011 | 3 de noviembre de 2011   |
|            | Tercera temporada | 10        | 28 de febrero de 2013 | 25 de agosto de 2013     |
|            | Cuarta temporada  | 10        | 13 de julio de 2014   | 17 de septiembre de 2014 |